# Sainte Eulalie (Waterhouse)
Pour les articles homonymes, voir Sainte Eulalie.
Sainte Eulalie – en anglais Saint Eulalia – est un tableau réalisé par le peintre britannique John William Waterhouse en 1885. Cette huile sur toile est une peinture chrétienne préraphaélite qui représente le martyre d'Eulalie de Mérida et le double miracle qui s'accomplit à cette occasion. Abandonné seins nus à même le sol, le corps mort de la jeune fille y figure en raccourci au premier plan, entouré des colombes dont un spécimen s'est envolé de sa bouche, faisant reculer les soldats romains qui à l'arrière contiennent les témoins. Ces derniers s'étonnent désormais d'une chute de neige intempestive qui a commencé à couvrir la victime, le signe de sa sainteté. L'œuvre est conservée à la Tate Britain, à Londres.